# 艾里里安
艾里里安（魯凱語：Aidridringane），是台灣魯凱族東魯凱群傳說中的妖怪，牠會詛咒觸犯禁忌的族人，讓他們發瘋而死。

## 樣貌與能力
艾里里安沒有外型，只有靈體，其名字的意思也是「隱藏者」。在達魯瑪克部落的傳說中，牠會讓觸犯禁忌的人發瘋，據說有部落族人因為不穿白色衣服就靠近聖地卡拉里亞（現今大鬼湖以南地區）而被其詛咒殺死。牠們會在卡拉里亞和大武山附近聚集徘徊，大鬼湖附近曾經存在的達德勒部落據說也曾經被牠們侵擾

## 現代研究
現代學者普遍認為艾里里安的傳說是早期部落社會中用來約束人們遵守禁忌的控制力量之一。
因為傳說中艾里里安所聚集的大武山是排灣族的聖山之一，所以也有部分研究者認為現今的艾里里安的傳說是達魯瑪克部落和附近的排灣族通婚融合出來的結果，原本艾里里安會出現的區域應該只有卡拉里亞附近而已。

## 其他傳說
達魯瑪克部落（Taromak）和阿禮部落（Adiri）認為魯凱族傳說中嫁給湖中蛇神的巴冷公主（Varen），其丈夫的名字就是艾里里安（Aititinan），且其住處是小鬼湖，而非比較普遍的版本中所說的大鬼湖，另外，達魯瑪克部落的傳說中，巴冷公主在進入湖裡前還囑咐族人以後經過小鬼湖附近時必須穿著白色衣服以示敬重，跟艾里里安的禁忌十分類似。可能是在巴冷公主的故事傳到該地後，又被加入了艾里里安的元素在其中
:277。